# Jembajewo
Jembajewo (ros. Ембаево) – wieś (sieło) w Rosji, w obwodzie tiumeńskim, w rejonie tiumeńskim. W 2010 liczyła 2959 mieszkańców, głównie Tatarów Syberyjskich.